# Sân bay Akobo
Sân bay Akobo (IATA: n/a, ICAO: HSAK) là một sân bay ở thị trấn Akobo, Nam Sudan.

## Vị trí
Sân bay Akobo nằm gần biên giới với Ethiopia. Nó cách trung tâm thị trấn Akobo khoảng 4 km về phía bắc.
Vị trí này cách Sân bay Quốc tế Juba khoảng 362 km (225 mi) về phía đông bắc. Sân bay Akobo nằm ở độ cao 500 m (1.600 ft) trên mực nước biển và có một đường băng không trải nhựa dài 1097 mét.